# Tyrgowiszte (obwód Widyń)
Tyrgowiszte (bułg. Търговище) – wieś w południowej Bułgarii, w obwodzie Widin, w gminie Czuprene. Według danych szacunkowych Ujednoliconego Systemu Ewidencji Ludności oraz Usług Administracyjnych dla Ludności, 15 grudnia 2018 roku miejscowość liczyła 135 mieszkańców.
Przez Tyrgowiszte przepływa Czuprenska reka. Imprezą cykliczną jest miejski turniej piłki nożnej, organizowany co roku od 10 lipca do 10 sierpnia.